# Boula (Guinée)
Pour les articles homonymes, voir Boula.
Boula est une sous-préfecture de la préfecture de Kankan, dans la région du même nom en Guinée.